# Mazan-l'Abbaye
Mazan-l'Abbaye è un comune francese di 144 abitanti situato nel dipartimento dell'Ardèche della regione dell'Alvernia-Rodano-Alpi.

## Società

### Evoluzione demografica
Abitanti censiti